# سمق
السَمَق أو سَمَقُ العُمّال هو لباس خارجي يرتديه تقليدياً العمال الريفيون، وخاصة رعاة الغنم وسائقي العربات، في أجزاء من إنجلترا وويلز طوال القرن الثامن عشر. اليوم، تشير كلمة سمق إلى رداء فضفاض يرتدى لحماية ملابس المرء، على سبيل المثال يرتدى من قبل الرسامين.